# Bernolfo
Bernolfo  è un nome proprio di persona italiano maschile.

## Varianti
- Maschili: Bernulfo

### Varianti in altre lingue
- Germanico: Bernulf[1], Pernolf[1]

## Origine e diffusione
Continua l'antico nome germanico Bernulf; esso è un composto dei termini berin ("orso", da cui anche Adalbero, Bernardo e Berengario) e vulf (o ulf, "lupo", presente anche in Gandolfo, Adolfo, Marcolfo e Volframo).

## Onomastico
L'onomastico può essere festeggiato il 24 marzo, in memoria di san Bernolfo, vescovo di Mondovì e martire